# توكو
توكو (بالإنجليزية: Toco)‏ هي مدينة أمريكية تقع في ولاية تكساس.تبلغ مساحة هذه المدينة 0.4 (كم²)،ويبلغ عدد سكانها 89 نسمة حسب إحصاء سنة 2010 م. تشير إحصاءات سنة 2000م بأن الكثافة السكانية في هذه المدينة تقدر بـ(202.2) نسمة/كم2.